# Romain Darchy
 (janvier 2013).
Si vous disposez d'ouvrages ou d'articles de référence ou si vous connaissez des sites web de qualité traitant du thème abordé ici, merci de compléter l'article en donnant les références utiles à sa vérifiabilité et en les liant à la section « Notes et références ».
Compléments
Son corps n'a jamais été retrouvé.
Romain Darchy, né le 26 juillet 1895 à Sancerre (Cher), est un ancien combattant (1914-1918 et 1939-1940) et résistant français. De 1915 à 1918, au sein du 408e régiment d’infanterie, il combat dans la Somme, l’Oise, l’Aisne et la Marne. Il combat également à Verdun, en février et mars 1916. Ses faits d’armes lui valent de recevoir la Croix de guerre, la médaille militaire et les insignes de Chevalier de la Légion d’honneur.
En 1933, il s'installe à L'Aigle (Orne) comme huissier de justice. Il fonde et préside l'association locale des anciens combattants. Il est élu conseiller municipal de la Ville de L’Aigle, de 1935 à 1944.
Il combat en 1939-1940. Il est promu capitaine et reçoit une nouvelle Croix de guerre pour ses faits d’armes. Il entre dans la Résistance dès l'été 1940, dirige le secteur L'Aigle-Mortagne puis celui de l'Orne (début 1944). Arrêté par la Gestapo le 5 février 1944, il refuse de parler et décède des suites de ses tortures le 11 juin 1944, à la prison du Château des Ducs à Alençon. Son corps n’a jamais été retrouvé.

## Biographie

### Les années de jeunesse
Romain Maurice Darchy naît à Sancerre (Cher) le 26 juillet 1895. Il est le dernier d’une famille de 4 enfants. Son père exerce le métier de maçon. Sa mère est épicière.
Il suit sa scolarité à Sancerre chez les Frères des écoles chrétiennes puis à Montluçon et Orléans. Il obtient le brevet élémentaire à l’âge de 17 ans.
En septembre 1912 il est embauché comme second clerc à l’étude notariale de Sancerre.
Il est à l’époque secrétaire et membre très actif du patronage de la ville de Sancerre. Il est également membre de la musique municipale de Sancerre (tuba) et étudie par ailleurs le piano.
Avant-guerre, il milite à l'Action française à la section de son village natal,.

### Combattant lors de la Grande Guerre
Le 19 décembre 1914, il est incorporé dans l’armée française. De 1915 à 1918, au sein du 408e régiment d’infanterie, il combat dans la Somme, l’Oise, l’Aisne et la Marne. Il combat également à Verdun, en février et mars 1916. Il est décoré de la croix de guerre 1914-1918 et de la médaille militaire.
Lors de l’ultime offensive allemande, il est fait prisonnier par l’ennemi le 15 juillet 1918 en Champagne et est détenu en Allemagne pendant 4 mois dans les camps de Rastatt, Giessen et Meschede. Il est libéré après l’Armistice et revient à Sancerre en décembre 1918. Epuisé et malade, il est hospitalisé et gardera les séquelles d’intoxications aux gaz de combat.

### L'entre-deux-guerres et l'installation à L'Aigle
Le 1er juin 1919, il reprend son travail de second clerc de notaire à Sancerre, puis dans d’autres études : Bléneau dans l’Yonne et Saint-Cloud et Sèvres en région parisienne. Le 23 août 1920, à Sancerre, il épouse Jeanne Méchin (Sancerre, 1902 – L’Aigle, 2001). De leur mariage naîtront trois enfants : Solange, Monique et Jean-Claude.
C’est à cette époque qu’il met en forme ses souvenirs de guerre. Il est en effet particulièrement attaché à « conserver dans son cœur ce qui ne doit jamais périr ». La publication de ses manuscrits en 2012, soit presque un siècle plus tard, va souligner l'intérêt littéraire et historique exceptionnel de ce récit de guerre.
Au cours des années 1930, il observe, accablé mais lucide, la montée des périls en Europe.
Il participe très activement à l’Amicale des Anciens Combattants du 408e R.I.. En 1928, dans la cour de l’Hôtel des Invalides, le Général Gouraud lui remet les insignes de chevalier de la Légion d’honneur. Il occupe pendant cinq ans et jusqu’en 1933 un poste au contentieux crédit du Bon Marché à Paris.
En 1933, il s’installe comme huissier de justice à L’Aigle (Orne). Il crée la même année la section locale des médaillés militaires.
En 1935 il est élu comme conseiller municipal de la commune de L’Aigle, mandat qu'il exercera jusqu’à sa disparition en 1944.

### Combattant lors de la Seconde Guerre Mondiale
A la déclaration de guerre en 1939, il reprend du service comme officier de réserve. Il est mobilisé dans un premier temps comme lieutenant à la tête de la section des pionniers du 102e régiment d’infanterie.
Il se lasse rapidement de cette "drôle de guerre", sédentaire et passive. Il est envoyé à sa demande en janvier 1940 comme commandant d’une compagnie de groupes francs fusiliers-voltigeurs sur la ligne Maginot en Lorraine.
Le 13 avril 1940 à Falstroff, sa compagnie subit un assaut allemand mais le repousse. À l’occasion de ce fait d’armes, il est promu capitaine et reçoit, comme vingt-cinq ans plus tôt, la Croix de guerre.
L’attaque allemande foudroyante du 10 mai 1940 sur la France oblige sa compagnie à se replier. Le 24 mai 1940, victime d’une appendicite aiguë, il doit être évacué puis opéré à Paris, à l'hôpital Bégin.
Le 11 juin 1940, il sort de l’hôpital et, ne voulant pas courir le risque de tomber dans les mains de l’ennemi, il regagne Sancerre.

### L'engagement dans la Résistance
Il revient à L’Aigle au cours de l’été 1940. Il ne peut admettre la défaite ni l’occupation de son pays. Il s’engage dans la Résistance. Il renonce sur les instances de son épouse au projet de rejoindre Londres.
En 1943, il adhère à l’Organisation Civile et Militaire (OCM) puis au Bureau des opérations aériennes  (BOA). Il devient responsable du secteur de L’Aigle-Mortagne sous le pseudonyme de « Noël ».
Il prend en main différentes opérations : parachutages, mise à l’abri de Juifs, camouflage de réfractaires au STO, etc.
En janvier 1944, il devient Chef départemental de la Résistance dans l’Orne.
Le 5 février 1944, il est arrêté à son domicile à L’Aigle par la Gestapo. Il est transféré à Alençon, d’abord à la caserne Bonet puis à la prison du Château des Ducs. Il fait face à plusieurs séances de torture et refuse de parler.
À partir du 2 juin, ses bourreaux s’acharnent sur lui. Le 11 juin, au terme de quatre mois de martyre, il meurt après une longue agonie sans recevoir le moindre soin. Ses tortionnaires allemands font disparaître son corps supplicié qui n’a jamais été retrouvé.

### Son témoignage et son engagement: de la mémoire familiale à la mémoire collective
Fidèle à la mémoire de son époux disparu, Mme Romain Darchy (née Jeanne Méchin) fait parvenir en septembre 1984 au Conservateur du Mémorial de Verdun deux écrits de Romain Darchy : «Le 408ème R.I. au Fort de Vaux » et «La Cote 304».
Trois autres écrits seront comme les deux premiers mis en forme par Mme Véronique Onfray, petite-fille de Romain Darchy, et envoyés au Mémorial de Verdun (1996) et à l'Historial de Péronne (2006) : 
« A la limite de la Somme et de l’Oise en 1915 » 
« Montagne de Reims et captivité en 1918 »
« Lettres de Romain Darchy adressées de 1915 à 1918 à sa famille ».
Aboutissement majeur de ce long et patient travail de recherche et de synthèse historique, Véronique Onfray finalise l'ouvrage "Romain Darchy. Récits de Guerre 1914-1918", publié en octobre 2012 aux Editions Bernard Giovanangeli Editeur et avec le partenariat de la Ville de L'Aigle.
Le livre est préfacé par Jean-Pierre Verney, historien né en 1946 et à l'origine de l'essentiel des collections du Musée de la Grande Guerre du Pays de Meaux.
Les textes de Romain Darchy et les annexes y sont établis par Véronique Onfray.
La commune de L'Aigle, où Romain Darchy vécut de 1933 jusqu’à sa disparition, a régulièrement honoré sa mémoire.
En 1947, une plaque à la mémoire de Romain Darchy est apposée dans la salle du Conseil municipal de la mairie de L’Aigle. En 1949, le Conseil municipal baptise une rue de L'Aigle à son nom.
La commune de Sancerre (Cher), où Romain Darchy est né et a grandi, a fait apposer en 1949 une plaque à sa mémoire sur le mur de sa maison natale, rue Porte-Vieille.
En 2008, la Ville de L'Aigle propose la projection des deux films inspirés des écrits et de la vie de Romain Darchy et réalisés par la société de production French Factory Production.
En juin 2009, la Ville dévoile une plaque à sa mémoire sur la façade de la maison familiale rue des Tanneurs,
En novembre 2012, la Ville organise une “Semaine du Patrimoine“ dédiée à Romain Darchy.
Cette semaine est notamment ponctuée, le 10 novembre 2012, à la salle Verdun, par une soirée de présentation de l'ouvrage "Romain Darchy. Récits de Guerre 1914-1918" et par un concert spectacle par l'Ensemble Calliopée, en hommage musical à Romain Darchy.
Chaque année, à Alençon, un prix "Romain Darchy" est remis à un lycéen méritant qui a travaillé sur la Résistance, dans le cadre du Concours national de la résistance et de la déportation.
En 2013, le Comité départemental du Centenaire de l’Orne a proposé que l'ouvrage “Romain Darchy - Récits de guerre 1914-1918”, c'est-à-dire le projet porté par Monsieur Bernard Giovanangeli et Madame Véronique Onfray (Romain Darchy, (61/14)), soit candidat à la labellisation nationale dans le cadre du programme commémoratif du centenaire de la Première Guerre mondiale. En décembre 2013, le comité de labellisation de la Mission du centenaire de la Première Guerre mondiale a décidé d’attribuer le label « Centenaire » à ce projet.

## Décorations
- : Chevalier de la Légion d'honneur par décret du 2 janvier 1928 (J.O. du 5 janvier 1928)
- : Médaille militaire du 3 avril 1916 - J.O. du 23 avril 1916
- : Croix de guerre 1914-1918 avec palmes, étoile de bronze, étoile de vermeil
- : Croix de guerre 1939-1945 avec palmes
- : Médaille de la Résistance avec rosette
- : Médaille des blessés de guerre

## Ouvrages
- Romain Darchy, Romain Darchy - Récits de guerre 1914-1918, publié aux éditions Bernard Giovanangeli Editeur en partenariat avec la Ville de L'Aigle (2012). Préface de Jean-Pierre Verney, textes et annexes établis par Mme Véronique Onfray, petite-fille de Romain Darchy.
- Véronique Onfray, Romain Darchy (1885-1944), une vie offerte à la France, juillet 2013,